# Wiktor Gietmanow
Wiktor Pawłowicz Gietmanow, ros. Виктор Павлович Гетманов (ur. 4 maja 1940 w Leselidze, Gruzińska SRR, zm. 23 kwietnia 1995 w Rostowie nad Donem, Rosja) – rosyjski piłkarz, grający na pozycji obrońcy, reprezentant Związku Radzieckiego.

## Kariera piłkarska

### Kariera klubowa
Wychowanek klubu Buriewiestnik Nowoczerkask. W 1961 rozpoczął karierę piłkarską w składzie Torpedo Taganrog. W sierpniu 1962 przeniósł się do SKA Rostów nad Donem, w którym w 1968 pełnił funkcje kapitana drużyny. W lipcu 1969 opuścił rostowski klub, ale już po pół roku wrócił ponownie do pierwszej drużyny SKA. W 1972 zakończył karierę piłkarską.

### Kariera reprezentacyjna
1 grudnia 1965 debiutował w reprezentacji Związku Radzieckiego w spotkaniu towarzyskim z Argentyną zremisowanym 1:1. Łącznie rozegrał 7 meczów.

## Kariera zawodowa
Po zakończeniu kariery piłkarskiej pracował jako technolog w branży gazowniczej. Zmarł 23 kwietnia 1995 roku w Rostowie nad Donem.

## Sukcesy i odznaczenia

### Sukcesy klubowe
- wicemistrz ZSRR: 1966
- finalista Pucharu ZSRR: 1969, 1971

### Sukcesy reprezentacyjne
- uczestnik Mistrzostw Świata: 1966

### Sukcesy indywidualne
- wybrany do listy 33 najlepszych piłkarzy ZSRR: Nr 2 (1966), Nr 3 (1965)

### Odznaczenia
- tytuł Mistrza Sportu: 1963